# Úsobrno
Úsobrno (deutsch Hausbrunn) ist eine Gemeinde in Tschechien. Sie liegt sechs Kilometer südöstlich von Jevíčko und gehört zum Okres Blansko.

## Geographie
Úsobrno erstreckt sich im Nordwesten des Drahaner Berglandes im Tal des Baches Úsobrnský potok. Nördlich erhebt sich der Proklest (544 m), im Nordosten die Lavičná (625 m), östlich die Sýkorka (541 m) und Durana (626 m), im Südwesten die Lipina (589 m), westlich der Perlov (508 m) und die Vrchhora (554 m).
Nachbarorte sind Jaroměřice und Nový Dvůr im Norden, Chobyně und Šubířov im Nordosten, Skřípov im Osten, Brodek u Konice und Nové Sady im Südosten, Horní Štěpánov und Pohora im Süden, Mořicův Dvůr, Přívěsť und Světlá im Südwesten, Cetkovice und Uhřice im Westen sowie Jevíčko im Nordwesten.

## Geschichte
Úsobrno entstand am mittelalterlichen Handelsweg Hvozdecká stezka von Olmütz nach Litomyšl. Die erste schriftliche Erwähnung des Ortes erfolgte im Jahre 1073, als Vratislav II. dem Kloster Opatovice den Hof Úsobrno schenkte. Es wird vermutet, dass der Ort wesentlich älter und sein Name keltischen Ursprungs ist. Zugleich bezeichnete Úsobrno einen Gau im Nordwesten des Drahaner Berglandes, dessen Zentrum die Burg Úsobrno bildete. Im Jahre 1078 schenkte Markgraf Otto I. den Gau Úsobrno dem Kloster Hradisch. In einer Urkunde der Herzoginwitwe Euphemia von Ungarn aus dem Jahre 1087 sind erstmals Namen von Bewohnern des Dorfes zu finden. Aus dem Jahre 1145 stammen die ersten gesicherten Nachweise über eine Mautstation in Úsobrno. Weitere Belege über den Gau Úsobrno und die Maut stammen aus der Zeit zwischen 1228 und 1258. Im Jahre 1240 wurde ein Lembert de Uzoburne als landesherrliche Beamter genannt. Nach der Stadterhebung von Jevíčko im Jahre 1258 übernahm dieses anstelle von Úsobrno die Funktion des Gauzentrums. König Wladislaw Jagiello verpfändete 1499 die Propstei Knínice mit den Städtchen Knínice und Svitávka sowie den Dörfern Úsobrno, Světlá, Cetkovice, Šebetov, Uhřice, Kořenec und Okrouhlá an seinen Berater Ladislav von Boskowitz. Dieser errichtete in Knínice eine Grundherrschaft und schloss ihr weitere Dörfer an. Später gelangte die Herrschaft an das Kloster Hradisch zurück. Im Laufe des 16. Jahrhunderts wurde Šebetov zum neuen Herrschaftssitz ausgebaut und der Orden ließ dort als Residenz ein großes Schloss errichten. In Úsobrno bestanden mehrere Eisenhämmer. Nach der Aufhebung des Klosters im Zuge der Josephinischen Reformen fielen dessen Güter 1784 dem Religionsfonds zu. 1825 kaufte Karl Graf Strachwitz die Herrschaft Šebetov. Zwei Jahre danach ließ er in Úsobrno die Glashütte Karlshütte (Karlova huť) anlegen. Die Hütte produzierte ursprünglich vor allem Tafelglas sowie Hohlglas. Insbesondere waren dies Flaschen für Arzneien, Wein und Schnaps, Petroleumlampenzylinder, Einweckgläser, Behälter für Salben, Tintenfässer, Tropfflaschen, Käseglocken und Heiligenfiguren. Sein Sohn Moritz Graf Strachwitz erbte 1837 den Besitz.
Nach der Aufhebung der Patrimonialherrschaften bildete Úsobrno/Hausbrunn ab 1850 eine Gemeinde in der Bezirkshauptmannschaft Moravská Třebová. 1855 wurde die Gemeinde der Bezirkshauptmannschaft Jevíčko zugeordnet, die 1868 wieder aufgehoben wurde. Zwischen 1860 und 1865 gehörten die Güter Karl Octavius zur Lippe-Weißenfeld. 1865 wurden die Grafen Strachwitz kurzzeitig wieder Besitzer der Šebetover Güter. Im Zuge der Zwangsvollstreckung ersteigerte im selben Jahre der Wiener Fabrikant Johann May den Besitz, den er 1877 dann an Moritz von Königswarter verkaufte. Um 1900 wurde die Produktpalette der Karlshütte erweitert. Es kamen verschiedene Formen von Flaschen und Fläschchen bis hin zu 50-Liter-Gefäßen hinzu. Während der deutschen Besetzung war Hausbrunn zwischen 1941 und 1945 dem Politischen Bezirk Boskowitz zugeordnet. Nach Kriegsende wurde die Gemeinde zunächst wieder Teil des Okres Moravská Třebová und 1949 wiederum dem Okres Boskovice zugewiesen. Mit Beginn des Jahres 1961 wurde Úsobrno dem Okres Blansko zugeordnet. Seit 2001 führt Úsobrno ein Wappen und Banner. Größtes Unternehmen ist die Sklárny Moravia a.s., die Glasflaschen fertigt.

## Gemeindegliederung
Für die Gemeinde Úsobrno sind keine Ortsteile ausgewiesen.

## Sehenswürdigkeiten

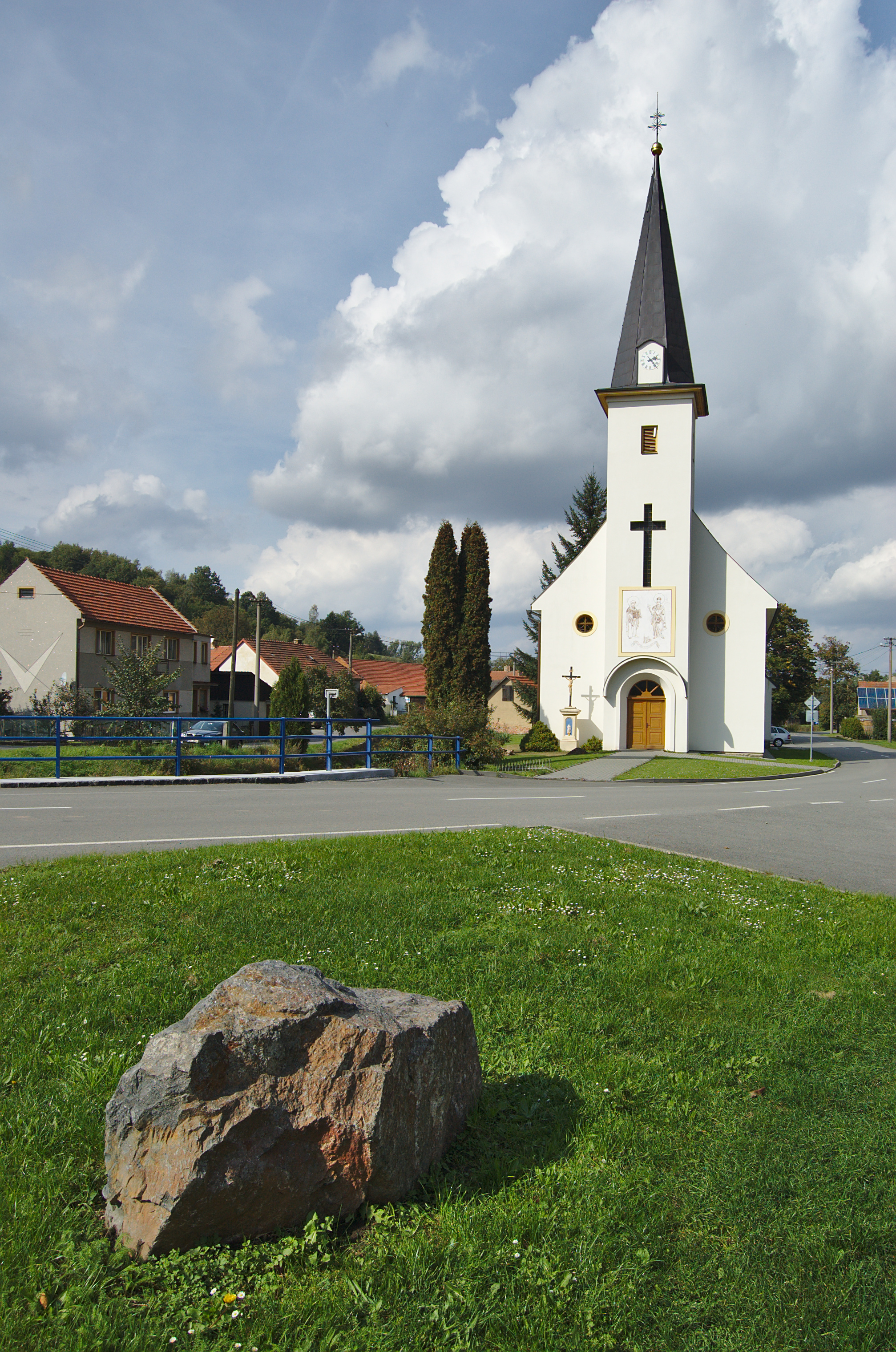
Cyrill-und-Method-Kirche

- Kirche der hll. Cyrill und Method, geweiht 1951
- Museum Úsobrno mit Exponaten zur Geschichte des Dorfes und der Karlshütte
- Reste der Feste Úsobrno auf dem Hügel Durana, die erstmals im Falsifikat einer Urkunde von 1087 erwähnte Gauburg erlosch in der zweiten Hälfte des 13. Jahrhunderts
- Naturreservat Durana, der Buchen-Tannenwaldbestand am gleichnamigen Hügel ist seit 1997 geschützt.